# 차이야린
차이야린(중국어 간체자: 蔡亚林, 정체자: 蔡亞林, 병음: Cài Yàlín, 한자음: 채아림, 1977년 9월 3일~)은 중화인민공화국의 사격 선수, 체육행정가이다. 2000년 하계 올림픽 남자 10m 공기소총 종목에서 금메달을 획득했다.